# Postapalota (Mexikóváros)
A mexikóvárosi postapalota (spanyolul: Palacio Postal, Palacio de Correos vagy Quinta Casa de Correos) Mexikóváros történelmi belvárosának egyik jellegzetes épülete, 1907 óta a mexikói posta központja.

## Története
A mexikói posta története során több székházban is működött, a 20. század elejéig összesen négy épületben. 1902-ben kezdték építeni az ötödiket (spanyolul a quinta casa jelentése ötödik ház), ezért nevezik ma is Quinta Casa de Correosnak. A 3730 m²-es területen korábban a ferencesek Harmadik Rendjének kórháza állt. Az új postapalota tervezője az olasz Adamo Boari volt, építésze a mexikói Gonzalo Garita, a rendkívül részletes díszítések kialakításán több tíz mexikói kézműves dolgozott. Felavatására 1907. február 17-én, ünnepélyes keretek között került sor, azzal, hogy Porfirio Díaz elnök feladott két képeslapot.
A harmadik és a negyedik szintet egy ideig a Banco de México bank foglalta el, és a postával együtt ők is kisebb változtatásokat hajtottak végre az épületen, ezért később, 1996-tól kezdve szükségessé vált egy olyan felújítás, amelynek során Juan Urquiaga építész vezetésével visszaállították az eredeti állapotot. Ennek során a réz- és bronzfelületeket fekete zománccal is bevonták, hogy visszaállítsák az eredeti színét.
1987. május 4-én nyilvánították műemlékké.

## Az épület
A vegyesen mexikói és európai anyagokból épült, négy szintes palota eklektikus stílusú, de felhasznál platereszk és velencei gótikus elemeket is. Külső, összesen körülbelül 6000 m²-nyi kövezete pachucai fehér kövekből készült, a belső kődíszek carrarai márványból. A külső fém kapudíszek és vízköpők, valamint a benti aranyozott bronzdíszek a firenzei Pignone öntöde munkái, az ablakok és ajtók farészei vörös cédrusfából készültek. Az épület tetejét fémváz támasztja alá, ennek oszlopait egy escayola nevű gipsztechnika alkalmazásával burkolták be, a hatalmas központi lépcsőházat üvegmennyezet fedi. Ugyanitt a falakat néhány olyan ország címere díszíti, amelyek tagjai az Egyetemes Postaegyesületnek, valamint olyan dátumok, amelyek a posta történetében jelentős eseményeket jeleznek. A bejárati kapu fölött üvegezett előtető áll, három homlokzati falán összesen 15, sárkányt formázó lámpa található, a legfelső szinten pedig egy hatalmas óra néz az utcára.